# Hi-Lo
Hi-Lo – piosenka amerykańskiego zespołu rockowego Evanescence wydana jako drugi singiel promujący czwarty album studyjny grupy pt. Synthesis 8 września 2018 roku. Do singla został nakręcony teledysk, reżyserią zajął się P. R. Brown. W piosence udział bierze Lindsey Stirling, amerykańska skrzypaczka, z którą w 2018 roku grupa wyruszyła w trasę promującą album Synthesis.

## Tło
Piosenka, napisana w 2007 roku przez Amy Lee i Willa B. Hunta, miała pojawić się na trzecim albumie grupy Evanescence, ale później została odrzucona. W wywiadzie Amy Lee powiedziała:

„Piosenka nie została wydana, ale miałam ja w zanadrzu przez dziesięć lat. Chodzi w niej o miłość, z którą już dawno się skończyło. Piosenki o twoich byłych zazwyczaj mówią: złamałeś mi serce, nienawidzę cię. Ta zamiast tego mówi: hej! Wybaczyłam ci, w porządku, myślenie o tobie już mnie nie denerwuje, ponieważ ruszyłam dalej ze swoim życiem. ”.

## Lista utworów
- Digital download

1. „Hi-Lo” (featuring Lindsey Stirling) (Radio Edit) – 4:16